# Anthony Rapp
Anthony Deane Rapp (* 26. října 1971 Chicago) je americký herec a zpěvák.
Věnuje se především divadlu. Od 80. let 20. století působí na Broadwayi, k jeho nejvýznamnějším rolím patří Mark Cohen v muzikálu Rent (1996), Charlie Brown v muzikálu You're a Good Man, Charlie Brown (1999) a Lucas v muzikálu If/Then (2014). Ve filmu debutoval v roce 1987, hrál například ve snímcích Noční dobrodružství (1987), Školní vázanky (1992), Man of the Century (1999), Čistá duše (2001), Bohémové (2005; v této adaptaci muzikálu Rent opět ztvárnil Marka Cohena) či Láska a jiné kratochvíle (2009). V televizi příležitostně hostoval v různých seriálech, jeho první větší televizní rolí se stala postava Paula Stametse v seriálu Star Trek: Discovery (od 2017).
Věnuje se také hudbě, v roce 2000 vydal sólové album Look Around. Díky působení v hlavních muzikálových rolích zpíval i na několika audionahrávkách muzikálů.
V roce 1997 uvedl v rozhovoru, že svoji sexuální identitu popisuje jako queer, ne vyloženě jako gay, ačkoliv je primárně homosexuál.

## Filmografie

### Film
| Rok  | Název                            | Role                    | Poznámky |
| ---- | -------------------------------- | ----------------------- | --- |
| 1987 | Noční dobrodružství              | Daryl Coopersmith       | |
| 1989 | Městečko hrůzy                   | Jamie                   | |
| 1989 | Hlas ze záhrobí                  | Pinky Sears             | |
| 1992 | Školní vázanky                   | Richard „McGoo“ Collins | |
| 1993 | Omámení a zmatení                | Tony Olson              | Texas Film Awards v kategorii síň slávy |
| 1993 | Šest stupňů odloučení            | Ben                     | |
| 1996 | Twister                          | Tony                    | |
| 1997 | David Searching                  | David                   | |
| 1999 | Man of the Century               | Timothy Burns           | |
| 2000 | Road Trip                        | Jacob Schultz           | |
| 2001 | Cruise Control                   | Mirror Man              | krátkometrážní film |
| 2001 | Čistá duše                       | Bender                  | nominace – Awards Circuit Community Awards v kategorii nejlepší obsazení nominace – Cena Sdružení filmových a televizních herců v kategorii nejlepší obsazení |
| 2002 | Paradisco                        | L'ami américain         | krátkometrážní film |
| 2004 | Open House                       | Barry Farnsworth        | |
| 2005 | Bohémové                         | Mark Cohen              | nominace – Critics' Choice Movie Awards v kategorii nejlepší skladba (za „ Seasons of Love“) a nejlepší obsazení nominace – Online Film & Television Association Awards v kategorii nejlepší adaptovaná skladba (za „ Seasons of Love“) nominace – Stinker Awards v kategorii nejhorší filmová skladba nebo závěrečná titulková skladba (za „ La Vie Boheme“) |
| 2005 | Návrat                           | Dean                    | |
| 2006 | Danny Roane: First Time Director | sám sebe                | |
| 2007 | Let Them Chirp Awhile            | sám sebe                | |
| 2007 | Černý víkend                     |                         | |
| 2008 | Scaring the Fish                 | Gene                    | |
| 2009 | Láska a jiné katastrofy          | Simon                   | |
| 2012 | Junction                         | Connor                  | |
| 2014 | Grind                            | Vincent                 | krátkometrážní film |
| 2015 | Not Again                        | dr. Thom                | krátkometrážní film |
| 2016 | Opening Night                    | Logan Joyce             | |
| 2016 | Do You Take This Man             | Daniel                  | |
| 2016 | bwoy                             | Brad                    | |
| 2018 | Scrap                            |                         | krátkometrážní film Independent Shorts Awards v kategorii nejlepší mužský herecký výkon ve vedlejší roli a nejlepší herecké duo (sdíleno s Vivian Kerr) Indie Short Fest - ocenění v kategorii nejlepší herecké duo (sdíleno s Vivian Kerr) Nominace – Filmový festival First Glance - ocenění v kategorii nejlepší herec                                     |

### Televize
| Rok     | Název                                                         | Role                       | Poznámky |
| ------- | ------------------------------------------------------------- | -------------------------- | --- |
| 1990    | Sky High                                                      | Wes Hansen                 | TV film |
| 1994    | Assault at West Point: The Court-Martial of Johnson Whittaker | kadet Frederick G. Hodgson | TV film |
| 1996    | The Lazarus Man                                               | Verity                     | díl: „Panorama“                                                                                                 |
| 1997    | Všichni starostovi muži                                       | sám sebe                   | díl: „Velkolepý skandál“                                                                                        |
| 1997    | Akta X                                                        | Jeff Glaser                | díl: „Zajížďka“                                                                                                 |
| 2000    | Beach Boys                                                    | Van Dyke Parks             | TV film |
| 2004    | Zákon a pořádek: Útvar pro zvláštní oběti                     | Matt Spevak                | díl: „Pouto“ |
| 2006–07 | Unesený                                                       | Larry Kellogg              | 4 díly |
| 2012    | Zákon a pořádek: Útvar pro zvláštní oběti                     | Nathan Forrester           | díl: „Lessons Learned“                                                                                          |
| 2013    | Agentura Jasno                                                | Zachary Wallace Zander / Z | díl: „Psych the Musical“                                                                                        |
| 2014    | It Could Be Worse                                             | režisér castingů           | díl: „Uncharted Territory“                                                                                      |
| 2015    | Stop the Bleeding                                             | Buster                     | 2 díly |
| 2015    | Knick: Doktoři bez hranic                                     | dr. Thurman Drexler        | 2 díly |
| 2017    | Dobrý boj                                                     | Glenn                      | 2 díly |
| 2017–24 | Star Trek: Discovery                                          | Paul Stamets               | hlavní role |
| 2018    | 13 Reasons Why                                                | Pastor                     | díl: „Bye“ |
| 2019    | Carpool Karaoke: The Series                                   | sám sebe                   | 1 díl, společně s obsazením seriálu Star Trek: Discovery (Mary Wiseman, Dougem Jonesem a Sonequou Martin-Green) |
| 2019    | Rent: Live                                                    | sám sebe                   | |

### Divadlo
| Rok       | Název                             | Role                        | Poznámky                                      |
| --------- | --------------------------------- | --------------------------- | --------------------------------------------- |
| neznámý   | Youth is Broken                   | neznámá                     | Off-Broadway                                  |
| 1981      | Evita                             | člen dětského sboru         | regionální, následné národní turné            |
| 1981-1982 | The Little Prince and the Aviator | Madý princ                  | Broadway; nikdy nemělo premiéru               |
| 1982      | The King and I                    | Louis                       | národní turné                                 |
| 1986      | Precious Sons                     | Freddy                      | Broadway; 20. března – 10. května 1986        |
| 1990      | Six Degrees of Separation         | Ben/Woody / Doug            | Broadway; 8. listopadu 1990 – 5. ledna 1992   |
| 1992      | The Destiny of Me                 | Alexander Weeks             | Off-Broadway                                  |
| 1993      | Sophistry                         | Jack Kahn                   | Off-Broadway                                  |
| 1994      | Trafficking in Broken Hearts      | Bobby                       | Off-Broadway                                  |
| 1995      | Raised in Captivity               | Dylan Taylor Sinclair/Roger | Off-Broadway                                  |
| 1995      | Bohémové                          | Mark Cohen                  | Off-Broadway; 1995                            |
| 1996      | Bohémové                          | Mark Cohen                  | Broadway; 1996–97                             |
| 1997      | Bohémové                          | Mark Cohen                  | národní turné                                 |
| 1998      | Bohémové                          | Mark Cohen                  | West End                                      |
| 1998      | Bright Lights, Big City           | Neznámá                     | Off-Broadway                                  |
| 1999      | You're a Good Man, Charlie Brown  | Charlie Brown               | Broadway; 4. února – 13. června 1999          |
| 2001      | Nocturne                          | Syn                         | Berkely Repertory Theatre                     |
| 2002      | Jindřich V.                       | Jindřich V.                 | Commonwealth Shakespeare Company              |
| 2003      | Hedwig and the Angry Inch         | Hedwig Robinson             | City Theatre                                  |
| 2003      | Private Jokes Public Places       | William                     | Off-Broadway                                  |
| 2004      | Little Shop of Horrors            | Seymour Krelbourn           | Národní turné                                 |
| 2005      | The 24 Hour Plays                 | Trisan                      | Broadway; charitativní produkce               |
| 2005      | Feeling Electric                  | Dr. Madden                  | New York Musical Theatre Festival             |
| 2006      | Bohémové                          | Mark Cohen                  | Broadway; 10. výročí                          |
| 2007      | Bohémové                          | Mark Cohen                  | Broadway; 30. července – 7. října 2007        |
| 2007      | Spalding Gray: Plavba do Kambodže | účinkující                  | Off-Broadway                                  |
| 2007-2014 | Without You                       | sám sebe                    |                                               |
| 2008      | Some Americans Abroad             | Henry McNeil                | Off-Broadway                                  |
| 2009      | Bohémové                          | Mark Cohen                  | národní turné                                 |
| 2012      | Pop!                              | Andy Warhol                 | City Theatre                                  |
| 2014      | If/Then                           | Lucas                       | Broadway; 30. března 2014 – 22. března 2015   |
| 2015      | If/Then                           | Lucas                       | národní turné;13. října 2015 – 15. srpna 2016 |

### Videohry
| Rok  | Název                       | Role         | Poznámky |
| ---- | --------------------------- | ------------ | -------- |
| 2019 | Star Trek Online: Awakening | Paul Stamets |          |

## Diskografie
| Rok  | Název                                               | Poznámky             |
| ---- | --------------------------------------------------- | -------------------- |
| 1996 | Bohémové                                            | broadwayské obsazení |
| 1999 | You're a Good Man, Charlie Brown                    |                      |
| 2000 | Look Around                                         |                      |
| 2012 | Without You                                         |                      |
| 2014 | If/Then                                             | broadwayské obsazení |
| 2016 | Acoustically Speaking: Live at Feinstein's/54 Below |                      |